# جداره پاساژ طلوع
جداره پاساژ طلوع مربوط به دوره پهلوی اول است و در کرمانشاه، خیابان مدرس، پاساژ طلوع واقع شده و این اثر در تاریخ ۲۶ اسفند ۱۳۸۶ با شمارهٔ ثبت ۲۱۷۷۸ به‌عنوان یکی از آثار ملی ایران به ثبت رسیده است.